# Devon Energy Center
Devon Energy Center (também conhecido como Devon Tower) é um arranha-céu corporativo de 50 andares no centro de Oklahoma City, Oklahoma, e está ligado ao Park Tower em Chicago como o 62º edifício mais alto dos Estados Unidos. A construção começou em 6 de outubro de 2009 e foi concluída em outubro de 2012. A torre está localizada ao lado do histórico Colcord Hotel, que a Devon possui atualmente, na Sheridan Avenue entre as avenidas Hudson e Robinson.
A torre de escritórios, uma rotunda de seis andares e uma estrutura de pódio de seis andares compreendem mais de 1 800 000 pés quadrados (170 000 m2) e foi inicialmente estimado em $ 750 milhões; no entanto, a primeira avaliação formal da torre e do complexo chegou a "apenas" $ 707,9 milhões. Serve como parte do agressivo projeto de redesenvolvimento do centro de Oklahoma City.

## História
Devon World Headquarters LLC, uma subsidiária da Devon Energy Corporation sediada em Oklahoma City, construiu o novo arranha-céu para substituir seu escritório corporativo existente, que estava localizado dentro da Mid America Tower, bem como outro espaço que a empresa estava alugando em vários edifícios de escritórios no distrito comercial central.
O Devon Energy Center foi originalmente planejado para ter 54 andares e 282 metros de altura. No entanto, as revisões de planejamento de espaço subsequentes - incluindo a decisão de localizar o data center em uma instalação separada por razões de segurança - resultaram em uma altura reduzida para 844 pés (260 m)  , incluindo 50 histórias.
A preparação e a demolição do local começaram em 6 de outubro de 2009. A Holder Construction Company atuou como contratante geral principal e a Flintco, Inc., parceira minoritária na joint venture.

## Construção
A construção começou em 6 de outubro de 2009. Em 25 de fevereiro de 2010, o primeiro guindaste foi instalado. O segundo guindaste foi instalado em 25 de junho de 2010. Em julho de 2010, a construção alcançou o nível da rua. Em setembro de 2010, a construção atingiu o 10º andar. Em novembro, os trabalhadores começaram a instalar vidros nos níveis inferiores da torre. Em dezembro de 2010, o prédio atingiu o 22º andar. Em março de 2011, o Devon Energy Center atingiu o 34º andar. Em junho de 2011, o edifício atingiu o 46º andar. Em 5 de julho de 2011, o edifício alcançou o 46º andar, enquanto o revestimento de vidro estava no 36º andar.

O edifício marcou seu término com 50 andares em 21 de setembro de 2011. 

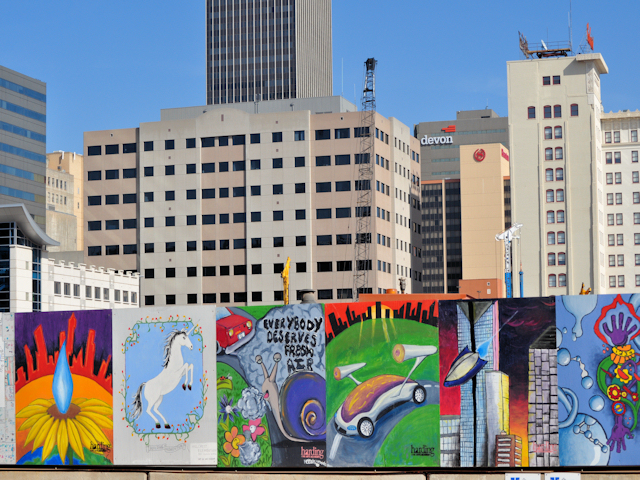
Local de trabalho fevereiro de 2010
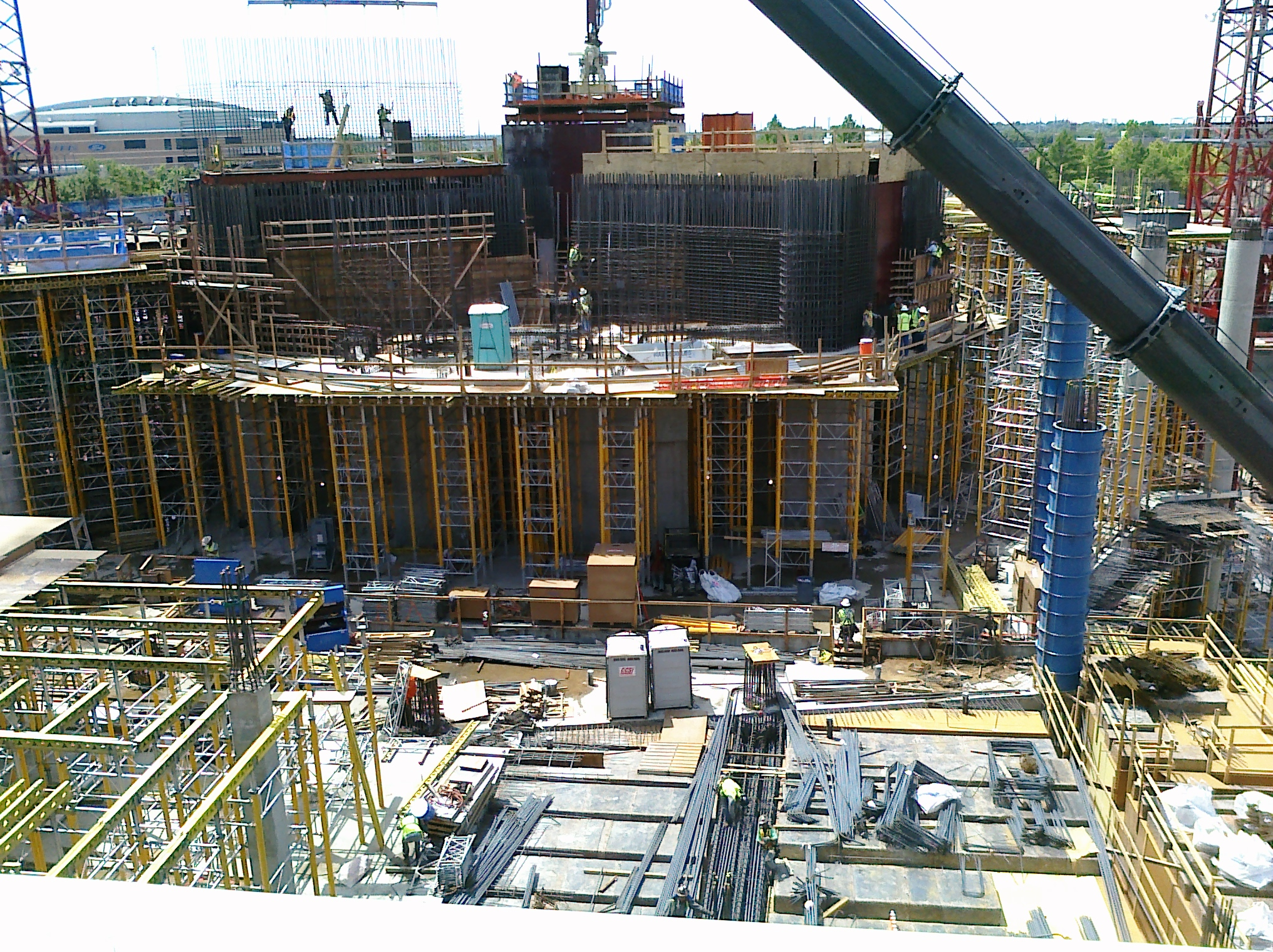
Junho de 2010
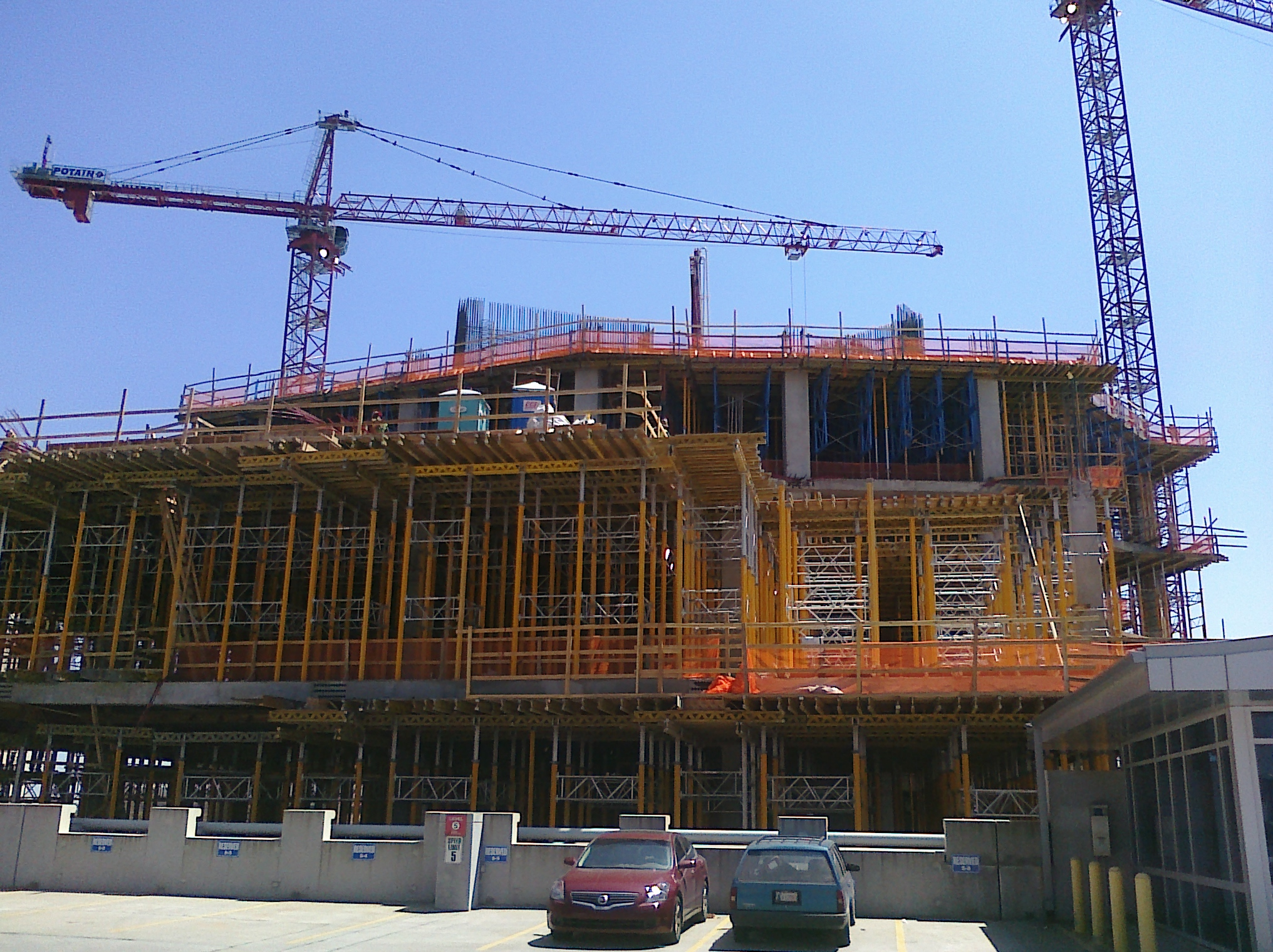
Agosto de 2010
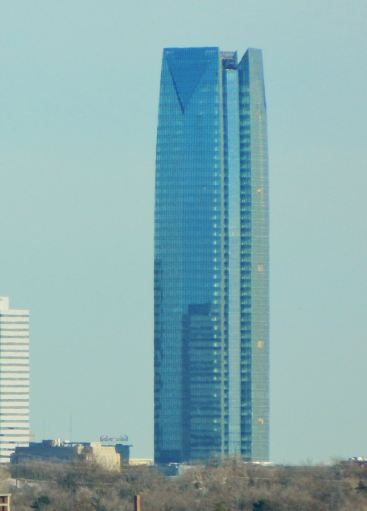
25 de fevereiro de 2012

## Eventos
O Devon Energy Center ultrapassou a Chase Tower como o edifício mais alto de Oklahoma City em 10 de março de 2011. Em 17 de maio de 2011, o Devon Energy Center se tornou o edifício mais alto de Oklahoma, ultrapassando o  BOK Tower em Tulsa.
Um cerimônia de finalização foi realizada em 21 de setembro de 2011, assim que o Energy Center Devon alcançou sua altura final.
Em 23 de outubro de 2012, o prédio marcou sua cerimônia de inauguração. Foi confirmado pelo CEO da Devon Energy, J. Larry Nichols que não haveria um deck de observação; no entanto, um restaurante chamado "Vast" nos andares 49 e 50 seria aberto ao público em geral. O prefeito de Oklahoma City, Mick Cornett, compareceu à cerimônia de abertura e declarou: "O impacto visual que isso tem na cidade é tão marcante e identificável. Demorou pouco mais de três anos para completar o edifício que rapidamente se tornou um grampo na linha do horizonte da nossa cidade." 